# 쇠청다리도요
쇠청다리도요(영어: Marsh Sandpiper, 학명: Tringa stagnatilis)는 도요목 도요과에 속하는 새이다.

## 생김새
청다리도요와 유사하지만 부리가 가늘고 직선이다. 겨울깃은 몸윗면이 회갈색이고 앞목과 가슴에 줄무늬가 없다.

## 서식지
중앙아시아, 중국 북동부, 유럽 남부 등에서 번식하고 인도, 아프리카, 오스트레일리아, 동남아시아 등에서 월동한다. 물 고인 논, 습지, 갯벌에서 먹이를 찾는다.